# 닉 스테바일

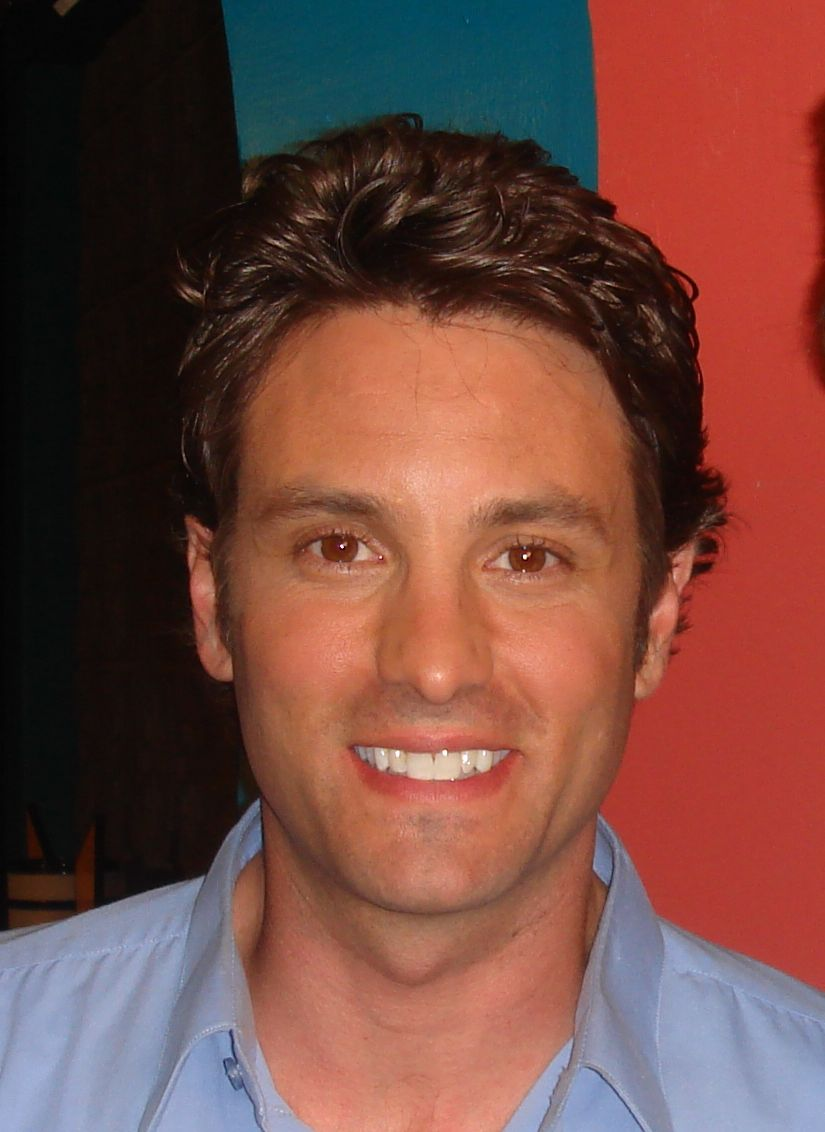

닉 스테바일(Nick Stabile, 1971년 3월 4일 ~ )은 미국의 배우, 텔레비전 배우, 영화배우이다.

## 영화
- 사탄의 인형 4 - 처키의 신부 (1998년)
- 우리 생애 나날들 (1965년)